# Seirenshō
Seirenshō (精錬証?) es un reconocimiento otorgado por la Dai Nippon Butokukai (Gran Asociación de Artes Marciales de Japón). Es efectivamente un título honorífico. Fue establecido el 17 de abril de 1895, con el Príncipe Heredero Akihito Komatsu como presidente, y el primer evento oficial, el Gran Festival de las Artes Marciales, se celebró del 26 al 28 de octubre de ese mismo año. En dicho evento, se otorgaron los Seirenshō a los destacados exponentes de diferentes artes marciales. En la categoría de kenjutsu se seleccionaron a 15 personas, en kyūjutsu a 17, en jujutsu a 6 y en sōjutsu a 3.

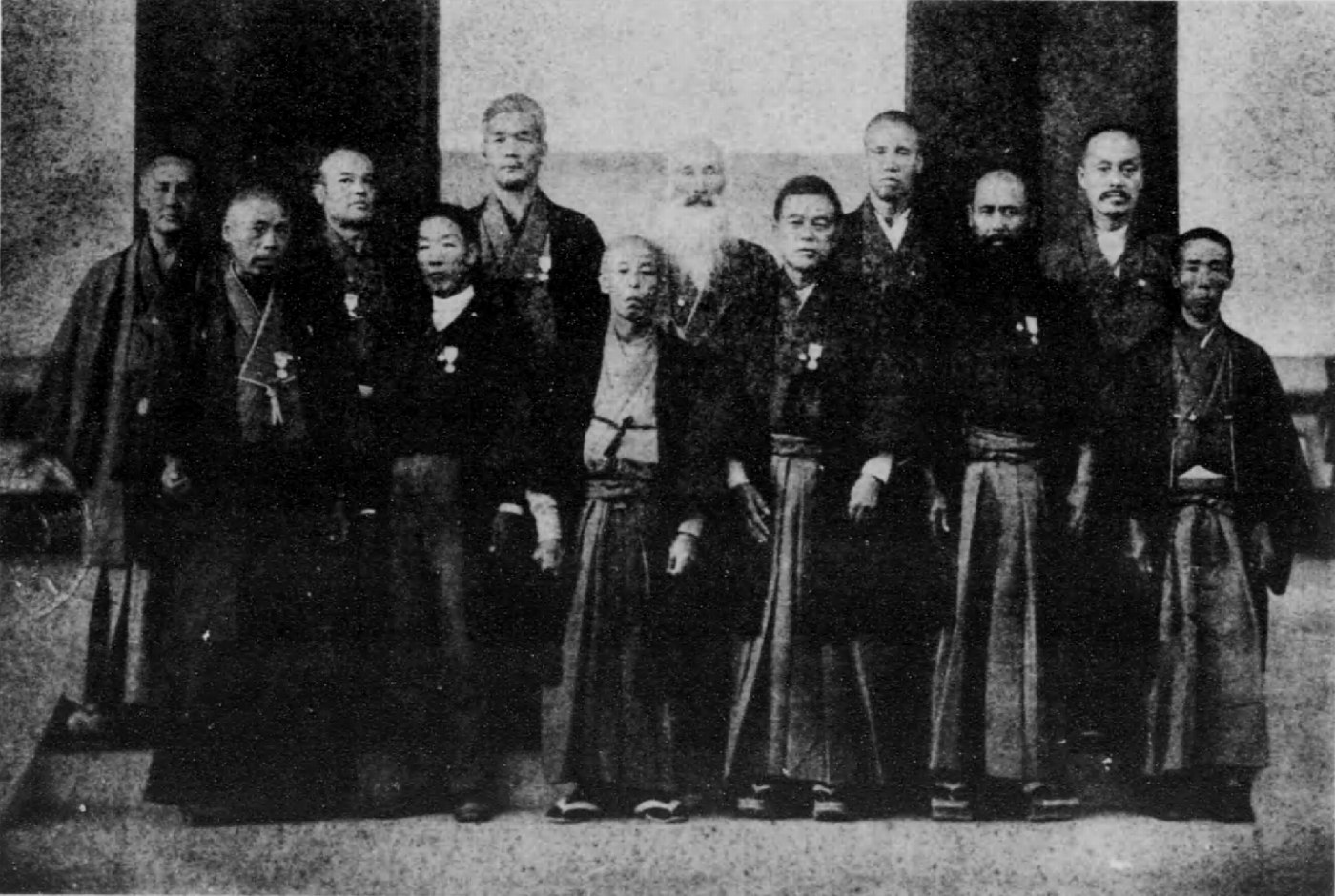
Los practicantes de kendo que recibieron el primer certificado de "Seirenshō".

Hasta 1933, durante el Festival Anual de las Artes Marciales, se presentaban informes de los jueces al presidente de la organización, quienes evaluaban y decidían la entrega de los Seirenshō. En 1914 se establecieron las pautas para la entrega de estos reconocimientos. Aunque se estipuló que se podían otorgar múltiples veces a aquellos que demostraran un buen desempeño en diferentes ocasiones, en la práctica, solo se entregaba una vez, y no se tiene constancia de ningún caso en el que se haya otorgado dos veces.
Hasta la creación de los títulos de Hanshi (範士Hanshi?) y Kyoshi (教士Kyoshi?)en 1902, el Seirenshō fue el más alto reconocimiento en la Dai Nippon Butoku Kai. Después de la creación de estos títulos, el Seirenshō se convirtió en una distinción de menor categoría, aunque el número de recipientes aumentó. Sin embargo, aquellos que recibieron el Seirenshō aún eran considerados con gran prestigio.
Debido a las múltiples opiniones de que se debería formalizar el reconocimiento, en 1934 se estableció el título de Renshi (錬士?), reemplazando al Seirenshō, que fue eliminado. Se consideró conservar el Seirenshō como un reconocimiento independiente, pero se decidió eliminarlo para evitar complicaciones.

## Primera edición de 1895
- Ishiyama Moroku (石山孫六?),de la escuela Ryūha Chuya-ha Ittō-ryū (忠也派一刀流?) de la prefectura de Kōchi.
- Hagiwara Tarō (萩原太郎?),de la escuela Chokushin Kage-ryū (直心影流?) de la prefectura de Kanagawa.
- Hara Fujio (原不二夫?), de la escuela Tenshin-ryū (天自流?) de la prefectura de Aichi.
- Tokuo Sekishirō (得能関四郎?),de la escuela Chokushin Kage-ryū (直心影流?) de la prefectura de Tokio.
- Okumura Sakonosuke (奥村左近太?), de la escuela Chokushin Kage-ryū (直心影流?) de la prefectura de Okayama.
- Kagawa Zenjirō (香川善治郎?), de la escuela Ittō Sei Den Mutō-ryū (一刀正伝無刀流?) prefectura de Yamanashi.
- Yoshida Katsumi (吉田勝見?), de la escuela Shōtoku Taishi-ryū (聖徳太子流?) de la prefectura de Nagano.
- Takayama Minezaburō (高山峰三郎?), de la escuela Shōtoku Taishi-ryū (聖徳太子流?) de la prefectura de Osaka.
- Negishi Shingorō (根岸信五郎?), de la escuela Shindō Munen-ryū (加藤田神陰流?) de la prefectura de Tokio.
- Umezaki Yaichirō (梅崎弥一郎?), de la escuela Katōden Kaminari-ryū (加藤田神陰流?) de la prefectura de Fukuoka.
- Matsuzaki Norishirō (松崎浪四郎?), de la escuela Katōden Kaminari-ryū (加藤田神陰流?) de la prefectura de Fukuoka.
- Mamiya Tetsujirō (間宮鉄次郎?), de la escuela Chuya-ha Ittō-ryū (忠也派一刀流?) de la prefectura de Shizuoka.
- Konami Ichi (小南易知?), de la escuela Ittō Sei Den Mutō-ryū (一刀正伝無刀流?) de la prefectura de Osaka.
- Abe Morie (阿部守衛?), de la escuela Chokushin Kage-ryū (直心影流?) de la prefectura de Okayama.
- Mitsuhashi Kan'ichirō (三橋鑑一郎?), de la escuela Musashi-ryū (武蔵流?) de Tokio.

## Segunda edición de 1896
- Watanabe Rokunosuke (渡辺楽之助?) de la escuela Hokushin Ittō-ryū (北辰一刀流?) de Tokio.
- Natsumi Mataemon (夏見又之進?) de la escuela Hokushin Ittō-ryū (北辰一刀流?) de Tokio.
- Takahashi Jutarō (高橋赳太郎?), de la escuela Mugai-ryū (無外流?) de la prefectura de Hyōgo.
- Takano Sasaburō (高野佐三郎?) de la escuela Chūsai-ha Ittō-ryū (中西派一刀流?) de Tokio.
- Takaō Tessō (高尾鉄叟?) de la escuela Tetsuchū-ryū (鉄仲流?) de la prefectura de Nagasaki.
- Oze Norimichi (小関教道?) de la escuela Shindō Munen-ryū (神道無念流?) de la prefectura de Kyoto.
- Izawa Morimasa (井沢守正?)  de la escuela Asayama Ichiden-ryū (浅山一伝流?) de la prefectura de Kyoto.
- Nakahara Chū (中原仲?) de la escuela Shinin-ryū (神陰流?) de la prefectura de Kyoto.
- Tomiyama Madoka (富山円?) de la escuela Shingyō-tō-ryū (心形刀流?) de la prefectura de Hyōgo.
- Imafuku Shinmei (今福真明?) de la escuela Wakana-gawa Ichitō-ryū (北辰一刀流?) de la prefectura de Yamanashi.
- Udo Nagahiro (鵜殿長?) de la escuela Wakana-gawa Ichitō-ryū (北辰一刀流?) de la prefectura de Ibaraki.
- Nakajima Shunmi (中島春海?) de la escuela Ittō Shōden Mutō-ryū (一刀正伝無刀流?) de la prefectura de Kumamoto.
- Ōta Ichiryū (太田弥龍?) de la escuela Jikishin Eiryū (直心影流?) de la prefectura de Kioto.
- Ozawa Ichirō (小澤一郎?) de la escuela Wakana-gawa Ichitō-ryū (北辰一刀流?)  de la prefectura de Ibaraki.
- Matsushima Hidezane ( 松島秀実?) de las escuelas Tamiki-ryū (田宮流?), Shintō Munen-ryū (神道無念流?) de la prefectura de Ibaraki.

## Tercera edición de 1897
- Shiba Eiichirō (柴江運八郎?) de la escuela Shindō Munen-ryū (神道無念流?) de la prefectura de Nagasaki.
- Naitō Takaharu (内藤高治?) de la escuela Hokushin Ittō-ryū (北辰一刀流?) de la prefectura de Ibaraki.
- Shimo'e Shūtarō (下江秀太郎?) de la escuela Hokushin Ittō-ryū (北辰一刀流?) de la prefectura de Tochigi.
- Asano Kazuma ( 浅野一摩?) de la escuela Tsuda Ichiden-ryu (津田一伝流?) de la prefectura de Fukuoka.
- Suzuki Shigenobu ( 鈴木重信?) de la escuela Chokushin Kage-ryu (直心影流?) de la prefectura de Yamagata.

## Cuarta edición de 1899
- Onoda Iori (小野田伊織?) de la escuela Shindō Munen-ryū 神道無念流 de la prefectura de Niigata.
- Ozeki Norimasa (小関教政?) de la escuela  Itto Shoden Muto-ryu 一刀正伝無刀流  de la prefectura de Kioto.
- Sayama Sutekichi (左山捨吉?) de la escuela Jikishinkage-ryu (直心影流?) de la prefectura de Hyōgo.
- Ozawa Jiro (小澤二郎?) de la escuela Hokushin Itto-ryu (北辰一刀流?) de la prefectura de Ibaraki.
- Tomii Mitsu (村井光智?) de la escuela Risshin-ryu (立身流?) de Tokio.
- Sasaki Masayoshi (佐々木正宜?) de la escuela Suifu-ryū (水府流剣術?) de la prefectura de Ibaraki.
- Monna Tadashi (門奈正?) de la escuela Hokushin Ittō-ryū 北辰一刀流 de la prefectura de Kanagawa.
- Tsuda Isaaki (津田一敬?) de la escuela Tsuda Ichiden-ryū (津田一伝流?) de Tokio.

## Quinta edición de 1900
- Sakabe Daisaku (坂部大作?) de la e scuela Kageshin Myōchi-ryū (鏡心明智流?), de la prefectura de Aichi.
- Ono Masashi (大野誠至?) de la escuela Gōhō-ryū ( 合法流?) de la prefectura de Ōita.
- Kurotani Sakurō (黒谷左六郎?)de la escuela Ittō-ryū Gai Niryū (一刀流外二流 ?) de la prefectura de Osaka.
- Nagasaka Tadayoshi (長阪忠哉?) de la escuela Chikushin Kage-ryū (直心影流?)  de la prefectura de Tokio
- Mori Kaoruichi (森薫一 ?) de la escuela Tamaya Shinken-ryū ( 田宮神剣流?) de la prefectura de Ehime
- Tanaka Atsushi (田中厚?) de la escuela Hokushin (Ittō-ryū 北辰一刀流?) de la prefectura de Ibaraki
- Tedashima Mishitsu (手嶋美質?) de la escuela Shingyōtō Mutō-ryū (心形刀無刀流?)  de la prefectura de Nagasaki

| Año  | Premiados        | Destinatario principal |
| ---- | ---------------- | --- |
| 1895 | 15               | - Ishiyama Moroku (石山孫六?). - Hagiwara Tarō (萩原太郎?). - Hara Fujio (原不二夫?). - Tokuo Sekishirō (得能関四郎?). - Okumura Sakonosuke (奥村左近太?). - Kagawa Zenjirō (香川善治郎?) - Yoshida Katsumi (吉田勝見?) - Takayama Minezaburō (高山峰三郎?). - Negishi Shingorō (根岸信五郎?). - Umezaki Yaichirō (梅崎弥一郎?) - Matsuzaki Norishirō (松崎浪四郎?). - Mamiya Tetsujirō (間宮鉄次郎?). - Abe Morie (阿部守衛?). - Mitsuhashi Kan'ichirō (三橋鑑一郎?).    |
| 1896 | 15               | - Watanabe Rokunosuke (渡辺楽之助?). - Natsumi Mataemon (夏見又之進?). - Takahashi Jutarō (高橋赳太郎?). - Takano Sasaburō (高野佐三郎?). - Takaō Tessō (高尾鉄叟?). - Oze Norimichi (小関教道?). - Izawa Morimasa (井沢守正?). - Nakahara Chū (中原仲?). - Tomiyama Madoka (富山円?). - Imafuku Shinmei (今福真明?). - Udo Nagahiro (鵜殿長?). - Nakajima Shunmi (中島春海?). - Ōta Ichiryū (太田弥龍?). - Ozawa Ichirō (小澤一郎?). - Matsushima Hidezane ( 松島秀実?). |
| 1897 | 5                | - Shiba Eiichirō (柴江運八郎?). - Naitō Takaharu (内藤高治?). - Shimo'e Shūtarō (下江秀太郎?). - Asano Kazuma ( 浅野一摩?). - Suzuki Shigenobu ( 鈴木重信?). |
| 1898 | Torneo cancelado | Torneo cancelado |
| 1899 | 8                | - Onoda Iori (小野田伊織?). - Ozeki Norimasa (小関教政?). - Sayama Sutekichi (左山捨吉?). - Ozawa Jiro (小澤二郎?). - Tomii Mitsu (村井光智?). - Sasaki Masayoshi (佐々木正宜?). - Monna Tadashi (門奈正?). - Tsuda Isaaki (津田一敬?). |
| 1900 | 7                | - Sakabe Daisaku (坂部大作?). - Ono Masashi (大野誠至?). - Kurotani Sakurō (黒谷左六郎?). - Nagasaka Tadayoshi (長阪忠哉?). - Mori Kaoruichi (森薫一 ?). - Tanaka Atsushi (田中厚?). - Tedashima Mishitsu (手嶋美質?). |
| 1901 | 8                | |
| 1902 | 5                | |
| 1903 | 5                | |
| 1904 | 5                | - Kobayashi SadaYuki (小林定之?) - Ninomiya Hisashi (二宮久?) |
| 1905 | 8                | |
| 1906 | 12               | - Nakayama Hiromichi (中山博道"?). |
| 1907 | 22               | - Shibata Eimori (柴田衛守?). |
| 1908 | 21               | |
| 1909 | 55               | |
| 1910 | 42               | - Sousuke Nakano (中野宗助?). |
| 1911 | 49               | - Ueda Heitarō (植田平太郎?) - Nakao Naokatsu (中尾直勝?) - Mochida Mori'ji (持田盛二?) |
| 1912 | 35               | |
| 1913 | 45               | - Ogawa Kin'nosuke (小川金之助?). - Koga Tsuneyoshi (古賀恒吉?). |
| 1914 | Torneo cancelado | Torneo cancelado |
| 1915 | 70               | - Ōasa Yūji (大麻勇次?). - Okumura Torakichi (奥村寅吉?). - Shiga Nori (志賀矩?). - Ōnaga Kurō (大長九郎?). - Hashimoto Tōyō (橋本統陽?). - Hori Masahira (堀正平?). - Miyazaki Shigemisaburō (宮崎茂三郎?). - Ogata Takeshi (緒方武?). |
| 1916 | 68               | |
| 1917 | 61               | - Itō Seiji (伊藤精司?). - Shirato Tomohiko (白土留彦?). - Suzuki Yūnojō (鈴木祐之丞?). - Takano Yasumasa (高野泰正?). |
| 1918 | 35               | - Eguchi Ukyō (江口卯吉?). - Katō Shichizaemon (加藤七左衛門?). |
| 1919 | 37               | - Inoue Heita (井上平太?). - Sasaki Kikuni (佐々木季邦?). - Yamamoto Chūjirō (山本忠次郎?). |
| 1920 | 62               | - Tobari Takusaburō (戸張瀧三郎?) |
| 1921 | 105              | - Ōno Kumaō (大野熊雄?). - Kojō Mitsutomo (小城満睦?). - Ono Tosei (小野十生?). - Masuoka Kazumi (政岡壹實?). - Yoshizawa Kazuyoshi (吉澤一喜?). |
| 1922 | 87               | - Terai Tomotaka (寺井知高?). - Nakamura Tōkichi (中村藤吉?). |
| 1923 | 121              | - Kurosumi Ryūshirō (黒住龍四郎?). - Sasamori Junzō (笹森順造?). - Sueji Ruzō (末次留蔵?). - Fukushima Koichi (福島小一?). |
| 1924 | 105              | - Konishi Yasuhiro (小西康裕?). - Sakai Kenichi (坂井賢一?). |
| 1925 | 122              | - Kashima Kiyotaka (鹿嶋清孝?). - Takano Hiromasa (高野弘正?). - Nakayama Yoshimichi (中山善道?). - Masuda Michiyoshi (増田道義?). - Yamatsuta Shigeyoshi (山蔦重吉?). |
| 1926 | 160              | - Kanaya Tamekichi (金谷為吉?). - Takayama Masayoshi (高山政吉?). |
| 1927 | 161              | - Katō Hisashi (加藤久?). - Tsuchida Takeshi (土田武司?). |
| 1928 | 177              | - Okada Morohiro (岡田守弘?). - Kawai Takaharu (河合堯晴?). - Satō Sadaharu (佐藤貞雄?). - Takayama Tokinosuke (高山時之助?). - Nukada Nagai (額田長?). - Horiguchi Kiyoshi (堀口清?). |
| 1929 | 213              | - Ōta Yoshito (太田義人?). - Kitami Yōzō (北見庸蔵?). - Tamari Sannosuke (玉利三之助?). - Tsurumi Iwao (鶴海岩夫?). - Noda Kazusaburō (野田和三郎?). - Noma Hisashi (野間恒?). |
| 1930 | 147              | - Kamimoto Eiichi (紙本栄一?). - Ozawa Takeshi (小澤武?). - Nakajima Gorōzō (中島五郎蔵?). - Haga Jun'ichi (羽賀準一?). |
| 1931 | 244              | - Okuyama Rin'nosuke (奥山麟之助?). - Sakamoto Tosami (坂本土佐海?). - Nakakura Kiyoshi (中倉清?). |
| 1932 | 271              | - Ōno Sōichirō (大野操一郎?). - Shōji Munemitsu (庄子宗光?). - Suzuki Takurō (鈴木卓郎?). - Seshita Kiichi (瀬下喜一?). - Takahashi Kaname (高橋要?). - Tsuchida Hirokichi (土田博吉?). - Tokimasa Tetsunosuke (時政鉄之助?). - Nakagawa Shin'ichi (中川申一?). - Yamauchi Toyotake (山内豊健?). - Yamaguchi Yūki (山口勇喜?). |
| 1933 | 383              | - Kimura Eijū (木村栄寿?). - Saimura Tatsuo (斎村龍雄?). - Sakumichi Keiji (作道圭二?). - Sugawara Keisaburō (菅原恵三郎?). - Nakano Yasuhachi (中野八十二?). - Morinaga Kiyoshi (森永清?). - Yamamoto Takushi (山本宅治?). - Yamamoto Harusuke (山本晴介?). |